# Albert City, Iowa
Albert City là một thành phố thuộc quận Buena Vista, tiểu bang Iowa, Hoa Kỳ. Năm 2010, dân số của thành phố này là 699 người.

## Dân số
Dân số qua các năm:
- Năm 2000: 709 người.
- Năm 2010: 699 người.